# تنها تو می‌مانی
تنها تو می مانی عنوان آلبومی است از علیرضا افتخاری که در اسفند ۱۳۸۷ توسط شرکت فرهنگی هنری نوانگار منتشر شد. 
اشعار این آلبوم از سروده‌های قیصر امین پور، سیمین بهبهانی، رهی معیری، عماد خراسانی و هوشنگ ابتهاج است. 
آهنگسازی این اثر توسط امیر رحیمی‌آذر و علی خشتی‌نژاد و تنظیم آن توسط کاوه سروریان انجام شده‌است.

## نوازندگان
ارسلان کامکار مازیار ظهیرالدینی علی جعفری پویان نیما زاهدی میثم مروستی سامان محمد نبی (ویولن)
کریم قربانی مجید اسماعیلی (ویولن سل) 
علیرضا خورشیدفر (کنترباس)
محمد حسین پورمعین (کلارینت) 
سورنا صفاتی (سنتور)
پریچهر خواجه (قانون)
نیما رحمتی (کمانچه)
سحاب تربتی (کمانچه و تمبک)
نوید دهقان (کمانچه و کمانچه آلتو) 
ونداد مساح زاده (دف و دایره)
حسین رضایی نیا (دف)
جعفر کرمانی تنها (تارباس)
محسن حاجبی (تارباس)
ایثار یاور (طبلا)
امیر رحیمی آذر (سه تار)
علی خشتی نژاد (تار)
کاوه سروریان (نی,فلوت و تمبک)

## قطعات
| نام ترانه           | ترانه‌سرا      | آهنگ‌ساز                      | تنظیم کننده  | ناشر     |
| ------------------- | ------------- | ---------------------------- | ------------ | -------- |
| خسته ام از این کویر | قیصر امین‌پور  | امیر رحیمی آذر. علی خشتی‌نژاد | کاوه سروریان | نوا نگار |
| پنهان               | سیمین بهبهانی | امیر رحیمی آذر. علی خشتی‌نژاد | کاوه سروریان | نوا نگار |
| نیاز                | سیمین بهبهانی | امیر رحیمی آذر. علی خشتی‌نژاد | کاوه سروریان | نوا نگار |
| تشنهٔ درد            | رهی معیری     | امیر رحیمی آذر. علی خشتی‌نژاد | کاوه سروریان | نوا نگار |
| عمر آن بود…         | عماد خراسانی  | امیر رحیمی آذر. علی خشتی‌نژاد | کاوه سروریان | نوا نگار |
| تنها تو می‌مانی …    | قیصر امین پور | امیر رحیمی آذر. علی خشتی‌نژاد | کاوه سروریان | نوا نگار |
| طوفان               | سیمین بهبهانی | امیر رحیمی آذر. علی خشتی‌نژاد | کاوه سروریان | نوا نگار |
| زبان نگاه           | ه.ا. سایه     | امیر رحیمی آذر. علی خشتی‌نژاد | کاوه سروریان | نوا نگار |